# Jolanta Wysocka
Jolanta Helena Wysocka (ur. 1 stycznia 1943) – polska naukowiec, lekarz, profesor nauk medycznych.

## Życiorys
W 1967 ukończyła kierunek lekarski na Akademii Medycznej w Białymstoku. W 1986 pod kierunkiem doc. dra hab. Macieja Szmitkowskiego z Zakładu Diagnostyki Biochemicznej Akademii Medycznej w Białymstoku obroniła pracę doktorską "Regulacja granulopoezy i funkcje fagocytarne granulocytów u chorych w przebiegu raka płuc i radioterapii" uzyskując stopień naukowy doktora nauk medycznych. W tym samym roku rozpoczęła pracę na AMB. W 1993 na podstawie osiągnięć naukowych i złożonej rozprawy pt. "Stan funkcjonalny granulocytów w zawale mięśnia sercowego" otrzymała stopień naukowy doktora habilitowanego nauk medycznych. W 2003 uzyskała tytuł profesora nauk medycznych. Posiada specjalizację II stopnia z diagnostyki laboratoryjnej.
Do 2013 pełniła funkcję kierownika Zakładu Laboratoryjnej Diagnostyki Pediatrycznej UMB.

## Odznaczenia
- Srebrny Krzyż Zasługi (2000)[6]